# Bussero
Bussero ist eine Gemeinde mit 8329 Einwohnern (Stand 31. Dezember 2023) in der Metropolitanstadt Mailand, Region Lombardei in Italien. Der Ort ist etwa 21 Kilometer von Mailand entfernt.

## Geografie
Die Nachbarorte von Bussero sind Pessano con Bornago, Carugate, Gorgonzola, Cernusco sul Naviglio und Cassina de’ Pecchi.

## Bevölkerungsentwicklung
Bussero zählt 3331 Privathaushalte. Zwischen 1991 und 2001 stieg die Einwohnerzahl von 7313 auf 8493. Dies entspricht einem prozentualen Zuwachs von 16,1 %.

## Persönlichkeiten
- Pietro Bussolo (um 1460–um 1526), Bildhauer, Bildschnitzer und Vertreter der Holzskulptur der lombardischen Renaissance